# Lophira alata
Lophira alata Banks ex C.F.Gaertn., 1805, comunemente nota come azobe o azobè, è una pianta della famiglia Ochnaceae.

## Descrizione
Il suo legno è il più duro in assoluto

## Distribuzione e habitat
Geograficamente l'azobè è tipico delle foreste tropicali di Costa d'Avorio, Gabon, Ghana, Camerun, Repubblica del Congo (Congo-Brazzville), Liberia, Nigeria, Sierra Leone, Repubblica Democratica del Congo (ex-Zaire), Repubblica Centrafricana.

## Usi
Comunemente usata per grandi opere marine e strutturali grazie alle sue caratteristiche fisiche e meccaniche.
La sua grande resistenza e durabilità lo rendono infatti il legno ideale per l’uso in costruzioni marine esposte al vento e alle intemperie con sollecitazioni elevate come ad esempio porte vinciane, parabordi, travi di frizione, moli ed intelaiature per pontili, ponti e ricoperture per ponti, pali in genere, barriere, bitte d’ormeggio e briccole, palificazioni per porti industriali, segnali di navigazione nei canali e nelle lagune.